# John Stagliano
John Stagliano, dit Buttman, né le 29 novembre 1951 à Chicago, est un réalisateur, producteur et acteur de films pornographiques américain, fondateur du studio de production Evil Angel.

## Biographie
Stagliano commence comme danseur Chippendales dans les années 1970.
Il a eu l'idée de « Buttman » en visionnant un film avec Tracey Adams.
Il commence à tourner la série des « Buttman » en 1988, centrée sur les derrières féminins, puis plus tard sur la sodomie. Avec plusieurs dizaines de films dans la série, « Buttman » révolutionne le genre et est précurseur du gonzo, avec des films moins chers, sans scénario, des dialogues improvisés et des scènes filmées en caméra subjective par l'acteur lui-même. Cette technique va inspirer de nombreux réalisateurs/producteurs jusqu'à devenir le genre dominant à partir des années 2000.
En 1989, il crée sa propre société de production et distribution : Evil Angel.
Il forme le réalisateur Jules Jordan et distribué ses films par Evil Angel.
En 1993 il a une relation avec l'actrice Krysti Lynn (1971–1995) qui meurt d'un accident de voiture en 1995.
En 1995, Rocco Siffredi lui présente la nouvelle caméra de Sony, la VX-1000. Plus légère et équipée d'un micro correct, elle permet de se dispenser d'un preneur de son. Stagliano l'utilise dans le film Buda avec Rocco Siffredi, justement. La caméra est vite adoptée par les autres producteurs de films.
En 1997, il découvre sa séropositivité et cesse de jouer dans ses films et les produit seulement.
L'écrivain Tristan Taormino a écrit le livre The Ultimate Guide to Anal Sex for Women, pour la version vidéo c'est John Stagliano qui la réalise.
En 2007, à la suite d'un procès contre le distributeur canadien "Kaytel", la cour d'appel leur accorde (Jules Jordan & John Stagliano) environ 17,5 millions $ de dommages et intérêts.
Il a eu un enfant avec sa femme, l'actrice Tricia Devereaux.
Le 8 avril 2008, l'Obscenity Prosecution Task Force créée en 2005 par le gouvernement Bush l'accuse d'obscénité (8 chefs d'inculpation) pour avoir distribué des films X.

## Récompenses
- AVN Award
  - 2008 : Best Director - Video (for: Fashionistas Safado: Berlin) & Best Editing - Video
  - 2003 : Best Director - Film, for: The Fashionistas (2002) avec Tricia Devereaux
- 2003 : Barcelona International Erotic Film Festival (Career Ninfa)
- XRCO Awards
  - 2002 (Director of the Year)
  - 1992 (Director of the Year) for:Wild Goose Chase (1991)
  - 1991 (Director of the Year) for:Buttman's Ultimate Workout (1990)
- 2010 : XBIZ Award, Industry Pioneer, John Stagliano, (Evil Angel)